# جوردن ميرفي
جوردن ميرفي (بالإنجليزية: Jordan Murphy) (5 يونيو 1996 ببرمنغهام في المملكة المتحدة - ) هو لاعب كرة قدم بريطاني في مركز الهجوم. لعب مع نادي والسول ونادي كيدرمينستر هاريرز لكرة القدم ونادي ووستر سيتي.

## وصلات خارجية
- جوردن ميرفي على موقع قاعدة بيانات كرة القدم.إي يو (الإنجليزية)
- جوردن ميرفي على موقع Soccerbase.com (لاعب) (الإنجليزية)
- جوردن ميرفي على موقع Soccerway.com (الإنجليزية)